# 阿伊特邁盧勒
阿伊特邁盧勒是非洲北部國家摩洛哥的城市，由蘇斯-馬塞-德拉大區負責管轄，位於伊奈茲甘東南面的阿加迪爾市郊，在20世紀60年代前是小村莊，現已發展成為一個重要的城市中心，2004年人口130,105。